# LOINC
El Logical Observation Identifiers Names and Codes (LOINC) (Nombres y códigos de identificadores lógicos de observación ),es una base de datos y un estándar universal para identificar los resultados de laboratorio médico.  Fue desarrollado en 1994,  y está  mantenido por el Regenstrief Instituto de los Estados Unidos de América (EE. UU.), una organización sin ánimo de lucro para la investigación médica. LOINC se creó como respuesta a la necesidad de disponer de una base de datos electrónica con información para determinados datos clínicos y está disponible públicamente sin coste alguno.,

## Función
El LOINC utiliza nombres de códigos universales e identificadores para terminología médica relacionada con la Historia clínica electrónica (HCE). El propósito es facilitar el intercambio electrónico y registro de resultados de laboratorio clínicos (tales como pruebas de laboratorio, observaciones clínicas, gestión de resultados e investigación). LOINC tiene dos partes principales: LOINC de laboratorio y LOINC Clínico. LOINC clínico contiene un subdominio de "Document Ontology" que captura tipos de informes y documentos clínicos.
LOINC es uno de los estándares para el intercambio electrónico de información de salud clínica en muchos países. En 1999, fue identificado por la Organización de Desarrollo de Normas HL7, como un conjunto de códigos de referencia para nombres de pruebas de laboratorio en el intercambio entre organizaciones y servicios de salud, laboratorios, dispositivos de pruebas de laboratorio y autoridades de salud pública.